# Pteromalus sequester
Pteromalus sequester är en stekelart som beskrevs av Walker 1835. Pteromalus sequester ingår i släktet Pteromalus och familjen puppglanssteklar. Arten är reproducerande i Sverige. Inga underarter finns listade i Catalogue of Life.